# José Ortells López
José Pascual Ortells López (Villarreal, 7 de junio de 1887-Villarreal, 26 de noviembre de 1961) fue un escultor español. Posee diversas obras escultóricas, su obra de restauración de obras religiosas tras la guerra civil española y de figuras de la Semana Santa le hizo famoso. Una de las obras restauradas que más renombre le dio fue la de Virgen de los Dolores de Almería. 

## Biografía

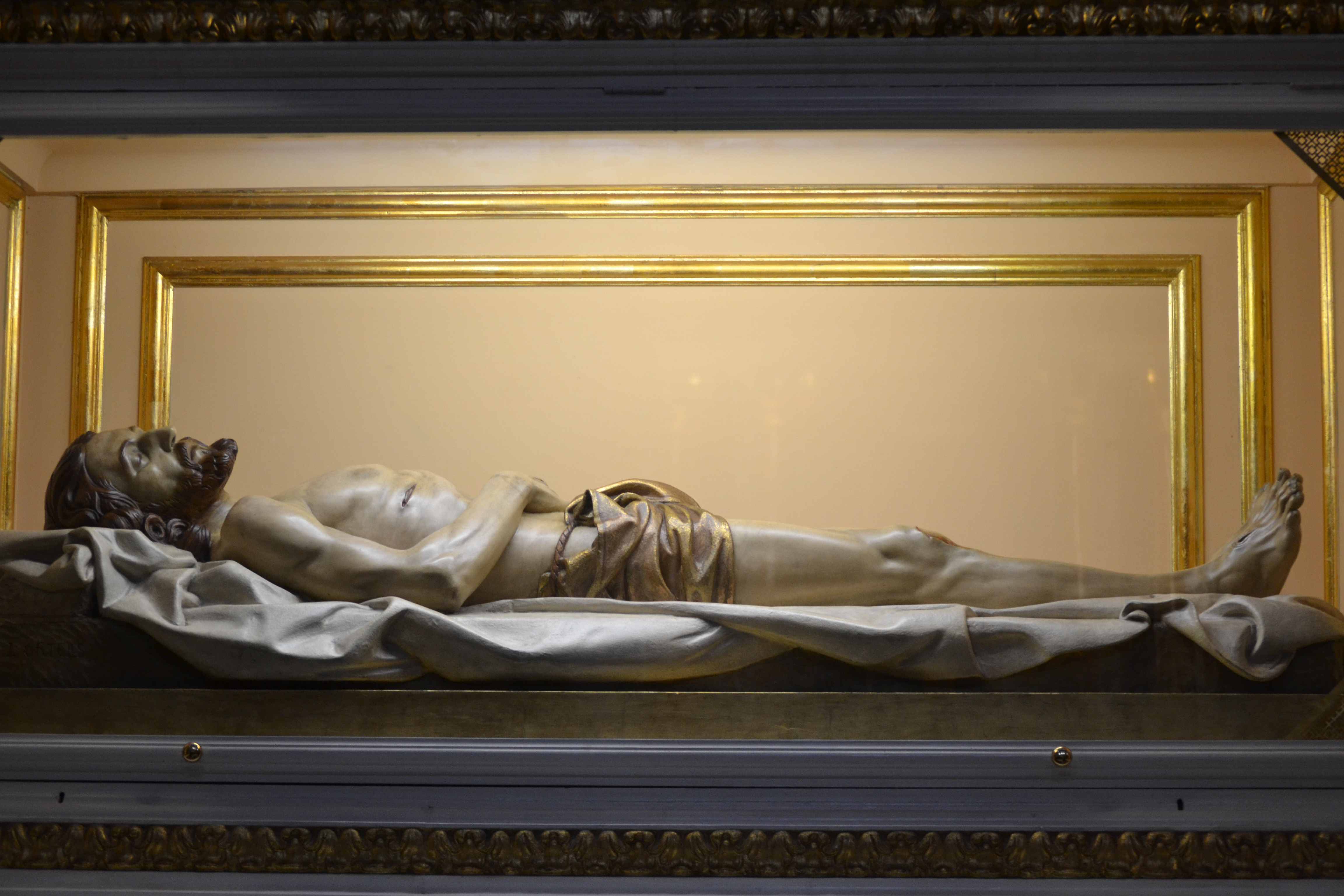
Cristo yacente en la iglesia arciprestal de San Jaime de Villarreal.

Nació en la localidad castellonense de Villarreal el 7 de junio de 1787, en el seno de una familia que nada tenía que ver con el arte. Pertenecía a una familia labradora acomodada. Desde muy joven muestra una gran habilidad para pintar. En 1903 viaja a Valencia y ejerce como aprendiz en el taller de Eugenio Carbonell Mir. Posteriormente ingresa en  la Academia de San Carlos, allí cursa estudios con el escultor Lluís Gilabert i Ponce y Mariano Benlliure. Uno de los primeros trabajos que hace es un busto que realiza a Alfonso XIII. Entre 1903 y 1905 expone diversas obras en exposiciones colectivas de Madrid. En 1906 participa en la Exposición Nacional con tres obras tituladas: "Amor ilícito", "Retrato de D.N.A." y "Cabeza de estudio" obteniendo una mención y al año siguiente se presenta a la V Exposición Internacional de Barcelona con 2 obras que salen premiadas: "Caricia de virgen" con la que obtiene 500 pesetas y con "Borbotó" 200 ptas. En 1909 gana la l’Exposició Regional Valenciana y al año siguiente vuelve a ganar la Tercera medalla con una de sus esculturas. En 1913 obtiene por oposición la Pensión Piquer convocada por la Real academia de Bellas Artes de San Fernando que le permitió viajar al extranjero durante 5 años. Permaneció 3 años en Roma y 2 en París, estudiando y perfeccionando las técnicas escultóricas y su conocimiento de la anatomía y del cuerpo humano. Ortells sigue cosechando éxitos y participa con un bronce titulado "Nazareno", resultado de su trabajo en Roma, obteniendo la Segunda Medalla en la Exposición Nacional de Bellas Artes de 1915. En 1917 participa en la Exposición Nacional de Bellas Artes con 2 obras tituladas: "Dominio" y "Poema", esta última era un grupo escultórico de 2 m de alto que representaba a un hombre suplicante a los pies de una mujer y que sorprende gratamente a la crítica, situándole entre los mejores escultores españoles del momento y alzándose con la Primera Medalla. A partir de aquí pierde el interés por las convocatorias nacionales de arte y no vuelve a participar con una escultura hasta 12 años después. La fama que posee como artista hace que en 1929 se le confíe la ejecución de una escultura de la reina doña Victoria Eugenia, realizada en bronce. Su proyección internacional le lleva a participar en la Bienal de Venecia y es también miembro del jurado de la Exposición Nacional, en 1934. Al año siguiente ya ocupa el cargo de vicepresidente en este certamen al que también concurre y en 1936 vuelve a formar parte del jurado. En 1941 obtiene la cátedra de Modelado de Estatua de la Escuela Central de Bellas Artes. Tuvo como discípulo en Madrid a Antonio Navarro Santafé. Es autor del monumento dedicado al pediatra Manuel de Tolosa Latour, en el Parque de El Retiro.
Ortells murió en Villarreal, el 26 de noviembre de 1961. En su funeral y por petición propia estuvo la imagen de la Virgen de los Dolores de Vila-real, escultura tallada en madera que él mismo realizó.

## Exposiciones y remios

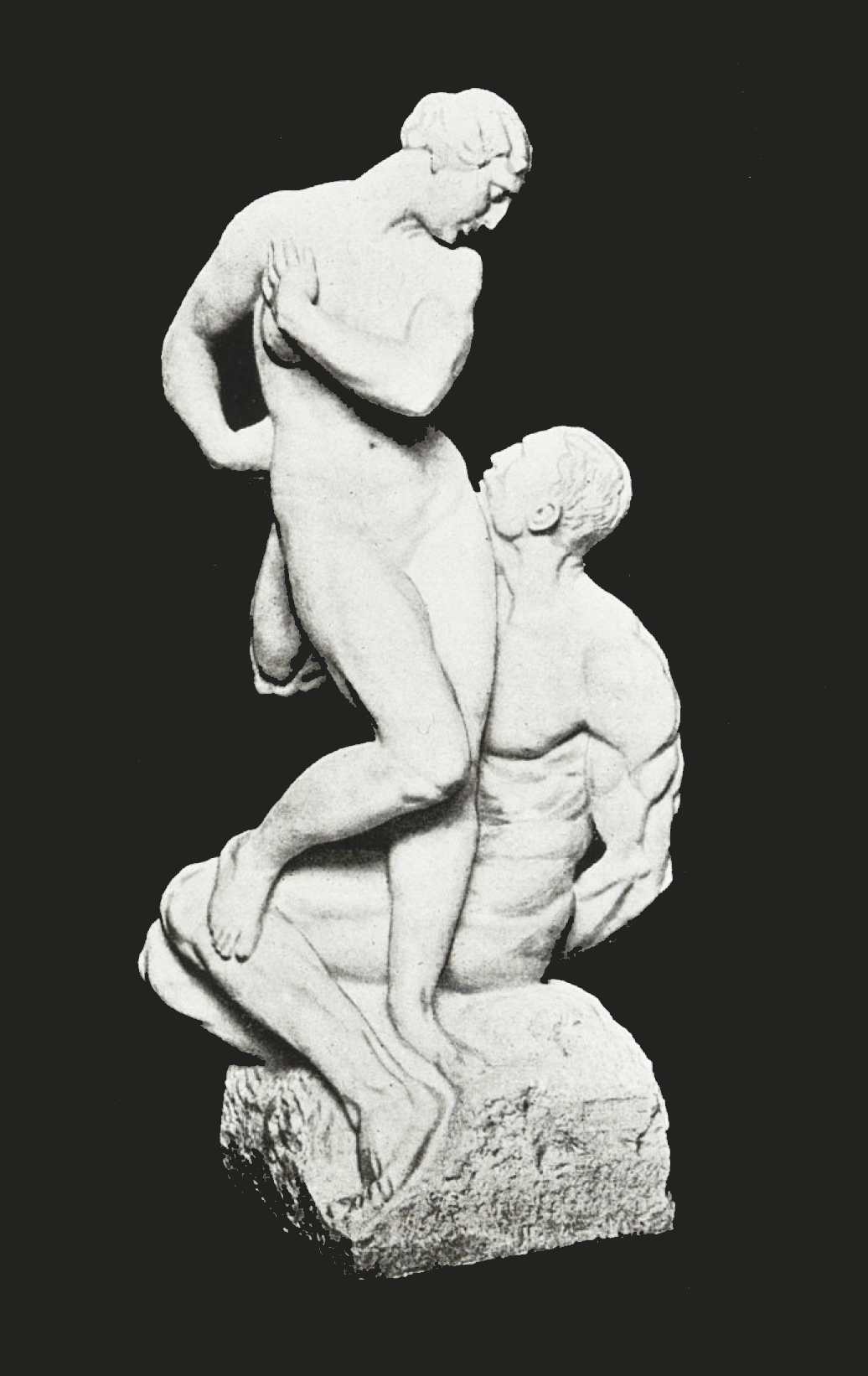
Conjunto escultórico de un hombre suplicante ante una mujer del artista José Ortells López

1906. Mención honorífica en la Exposición General de Bellas Artes.
1907. Dos premios en la Exposición Internacional de Barcelona.
1910. Tercera Medalla en la Exposición Nacional de Pintura, Escultura y Arquitectura.
1915. Segunda Medalla en la Exposición Nacional de Bellas Artes.
1917. Primera Medalla en la Exposición Nacional de Bellas Artes.
1920. Exposición Nacional de Bellas Artes.
1926. Exposición Nacional de Bellas Artes.(Acuarela)
1932. Exposición Nacional de Bellas Artes.
1934. Bienal de Venecia
1935. Exposición Nacional de Bellas Artes